# Естин, Иван Сергеевич
Иван Сергеевич Естин (11 августа 1925, Болхов, Орловская губерния — 19 ноября 2006) — Герой Советского Союза, участник Великой Отечественной войны, наводчик орудия 313-го гвардейского артиллерийского полка 121-й гвардейской стрелковой дивизии, 13-й армии, 1-й Украинский фронт, гвардии старшина.

## Биография
Родился в городе Болхове Орловской области в семье рабочего. 

### На фронтах Великой Отечественной войны
В Красной Армии с 18 января 1942 года, после того как в возрасте 16 лет добровольцем ушел из дома на фронт. В составе 912-го (с 30 октября 1943 года — 313-го гвардейского) артиллерийского полка в должностях орудийного номера и наводчика орудия на Западном, Брянском, Белорусском и 1-м Украинском фронтах. Участвовал в Орловской, Брянской, Гомельско-Речицкой, Ровенско-Луцкой, Львовско-Сандомирской, Висло-Одерской, Берлинской и Пражской наступательных операциях. 

### Подвиг
Особо отличился в Висло-Одерской операции. 27 января 1945 года вместе со своим расчетом форсировал Одер в районе населенного пункта Кёбен (ныне Хобения, севернее города Сцинава, Любинский повят, Нижнесилезское воеводство, Польша), вступил в бой с контратакующим противником. Способствовал удержанию и расширению плацдарма, уничтожая вражеские огневые точки и скопления живой силы. При поддержке артиллеристов были отражены три контратаки противника, который в результате понес существенные потери. Был уничтожен 1 танк, 2 бронетранспортера, 5 огневых точек, свыше 40 солдат и офицеров. После израсходования боеприпасов, расчет И. С. Естина продолжил уничтожать врага в рукопашных схватках, не отступив со своих позиций.
За проявленные мужество и героизм удостоен звания Героя Советского Союза. 

### После войны
После войны продолжил службу в Вооруженных Силах СССР. С 1960 года — в запасе, в звании старшины. Проживал в городе Болхов Орловской области. После увольнения в запас работал заместителем главного врача центральной районной больницы по административно-хозяйственной части, а позже — в районной санэпидстанции. Скончался 19 ноября 2006 года.

## Семья
Отец: Естин Сергей Алексеевич 1901 г.р. Уроженец г. Болхова Орловской области. Место службы 2 Уд. Арм. 57 ОСБр. 1 отд. стр. бат., звание — младший лейтенант, убит в бою 11.03.1942 года под д. Ручьи, Теснинского района, Ленинградской области.
Мать: Естина Марья Петровна, уроженка г. Болхова Орловской области.

## Награды
- Медаль «Золотая Звезда» (№ 8818)[5](8 сентября 1944);
- Орден Ленина (10.04.1945);
- Орден Отечественной войны I степени[6][7]
- Орден Славы III степени[8] (6 июня 1945)
- Медаль Жукова[9]
- Медаль За боевые заслуги[10](3.07.1943)
- Медаль «В ознаменование 100-летия со дня рождения Владимира Ильича Ленина» (6 апреля 1970)
- Медаль «За победу над Германией в Великой Отечественной войне 1941—1945 гг.» (9 мая 1945[11])
- Юбилейная медаль «Двадцать лет Победы в Великой Отечественной войне 1941—1945 гг.» (7 мая 1965[12])
- Юбилейная медаль «Тридцать лет Победы в Великой Отечественной войне 1941—1945 гг.»[13]
- Медаль «Сорок лет Победы в Великой Отечественной войне 1941-1945 гг.»[14]
- Юбилейная медаль «50 лет Победы в Великой Отечественной войне 1941—1945 гг.»[15]
- Медаль «Ветеран Вооружённых Сил СССР»
- Медаль «30 лет Советской Армии и Флота».[16]
- Юбилейная медаль «40 лет Вооружённых Сил СССР»[17]
- Юбилейная медаль «50 лет Вооружённых Сил СССР» (26 декабря 1967[18])
- Юбилейная медаль «60 лет Вооружённых Сил СССР» (28 января 1978[19])
- Юбилейная медаль «70 лет Вооружённых Сил СССР» (28 января 1988[20])
- Знак «Гвардия»
- Знак МО СССР «25 лет Победы в Великой Отечественной войне» (24 апреля 1970[1])

## Память
- Имя Героя высечено золотыми буквами в зале Славы Центрального музея Великой Отечественной войны в Парке Победы города Москвы
- На могиле установлен надгробный памятник
- В городе Болхов Орловской области на здании школы, в которой учился И. С. Естин, установлена мемориальная доска.
- Именем названа улица в Болховском микрорайоне в пригороде Орла.